# Aílton Gonçalves da Silva
Aílton Gonçalves da Silva (født 19. juli 1973 i Mogeiro, Paraíba), ofte blot omtalt Aílton, er en brasiliansk tidligere fodboldspiller.
Aílton spillede for de tyske Bundesliga-klubber Werder Bremen og FC Schalke 04. Han blev i 2004 kåret til Årets fodboldspiller i Tyskland som den første udenlandske spiller nogensinde. Han spillede dengang i Werder Bremen, der vandt både ligaen og cuppen. Ailton skiftede derefter til FC Schalke 04, hvor han dog kun var i en sæson, inden han i 2005 skiftede til Beşiktaş JK i Tyrkiet. 31. august 2006 skrev han kontrakt med Røde Stjerne Beograd. Han kom i 2007 til MSV Duisburg, hvor han var til 2008, hvor han skiftede til Metalurh Donetsk. I 2009 spillede han for Campinense og Chongqing Lifan.